# Lac d'Occhi Neri
Le lac d'Occhi Neri ou plus rarement lac de Lancone Mezzano (Lavu à l'Ochji Neri en corse, parfois appelé lavu di Lancone mezanu) est un lac de Haute-Corse  situé au nord-est du Monte Cintu, à 2165 m d'altitude, dans un cirque glaciaire dominé par le Capu a u Verdatu (2 583 m) . Il fait partie des lacs du Lancone (avec les lacs de Ghjarghje Rosse et de Lancone suttanu).

## Géographie
Le lac d'Ochji Neri a pour émissaire le ruisseau de Ruda un affluent du Golu.
Il a pour proches voisins deux autres lacs : le lac de Ghjarghje Rosse à 2 175 mètres d'altitude et celui plus petit de Lancone suttanu à 2 155 mètres d'altitude. Non loin de là se situe le bien plus étendu lac Maiò à 2 275 mètres d'altitude, situé dans un autre petit cirque glaciaire séparé de celui du Lancone par une croupe rocheuse (2 344 m).

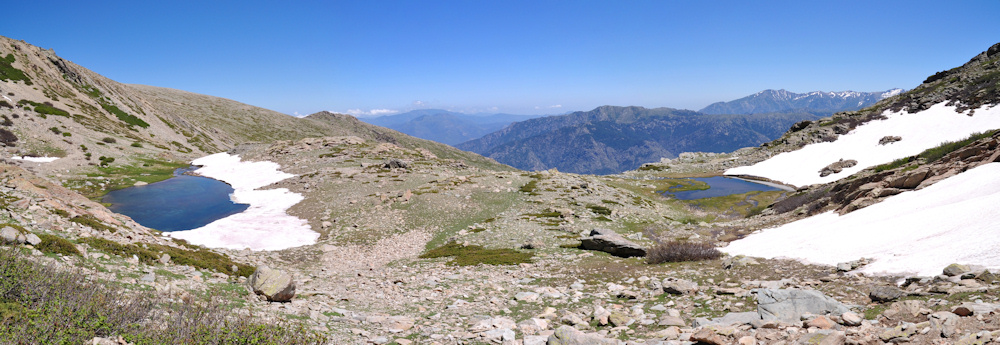
Le lac de Ghjarghje Rosse épaulé par le lac voisin d'Ochji Neri